# ماكينو نوبواكي
ماكينو نوبواكي (24 نوفمبر 1861 - 25 يناير 1949) هو رجل دولة يابانية نشط في فترة مييجي خلال حرب المحيط الهادئ.

## حياته وتعليمه
ولد نوبواكي لعائلة ساموراي في مدينة كاغوشيما الواقعة في مقاطعة مقاطعة ساتسوما (كاغوشيما حاليًا) كان الابن الثاني لأوكوبو توشيميتشي لكن تم تبنيه من قبل عائلة ماكينو في عمرٍ مبكرة.